# ゲッターズ飯田 ラジオで占いまSHOW
『ゲッターズ飯田 ラジオで占いまSHOW』（ゲッターズいいだのラジオでうらないまショー）は、ニッポン放送制作・NRN系列局で放送されているバラエティ番組。2020年度は2020年10月1日 - 2021年3月25日にナイターオフ限定の夜のワイド番組として放送された。2021年度以降も同様にナイターオフ限定の番組として、2021年度は土曜夕方に、2022年度は火曜夜に、2023年・2024年度は水曜夜に放送される。

## 番組概要
ニッポン放送は過去、同局元日特番含めてゲッターズ飯田の占いをメインとした特別番組を編成して来ており、2020年4月の聴取率調査週間時に特別番組などで出演してたゲッターズを起用した特別番組として、『モヤモヤ解決! ゲッターズ飯田 ラジオで占いまSHOW』で編成。
その後、複数回同タイトルで編成したのを経て、同年の木曜ナイターオフ全国枠にて、改めて同局のレギュラー番組を務めることになった。
番組構成は、タイトルの通りゲッターズがリスナーに架電してを占う番組構成となっている。また、特番中からTwitterのリスナーから、番組ハッシュタグ「#ラジオで占い」でツイートを募っていた。
2020年は同放送枠が変則的な編成のため、10月初頭からNRN全国枠で『ショウアップナイター』非ネット局向けに19時から先行開始し、ニッポン放送では翌月から開始する編成となっていた。
ナイターオフ編成での放送だったため2021年3月で一度番組が終了したが、2021年の下半期番組編成にて、当該放送枠にて『サタデーミュージックバトル 天野ひろゆき ルート930』が終了し『サンドウィッチマン ザ・ラジオショーサタデー』が開始することによる編成変更により、2021年下半期編成から再度放送されることが発表。2022年2月に15時台前半の鬼滅ラジヲが終了し、3月分の3回は15時からの80分となった。このため、当該番組のアシスタントは、前年に担当していた東島が『ザ・ラジオショーサタデー』のアシスタントを担当してることもあり、労務管理上の扱いとして、東島ではなく前島が担当した。また、前島も労務管理の都合上事前収録となった。2022年3月で再度終了した。
2022年下半期編成にて、三度番組が復活。火曜20:30からの60分番組となる。アシスタントは2年ぶりに東島が担当する。
2023年の下半期編成では、放送時間を水曜日の20時30分から21時30分に変更して放送される。
2024年度も下半期に番組が編成され、水曜日20時からの1時間番組となる。

## 出演者
肩書き無しはニッポン放送アナウンサー

### パーソナリティ
- ゲッターズ飯田（占い師、タレント）

### アシスタント
- 東島衣里  - 2020年度、2022年度 -

- 前島花音 - 2021年度

### ニュース担当
- 熊谷実帆 - 2021年10月2日 - 10月16日
- 箱崎みどり - 2021年10月23日 - 2022年3月19日

### その他の出演者
- 内田雄基 - 2021年度（「内田雄基の神奈川道中記」リポーター）

## 放送時間
※JST表記

### 現在
- 水曜 20:00 - 21:00 - 2024年10月2日 -

### 過去
- 木曜 19:00 - 21:00 - 2020年10月1日 - 2021年3月25日
- 土曜 15:30 - 16:20 - 2021年10月2日 - 2022年2月26日
- 土曜 15:00 - 16:20 - 2022年3月5日 - 2022年3月19日
- 火曜 20:30 - 21:30 - 2022年9月27日 - 2023年3月21日
- 水曜 20:30 - 21:30 - 2023年10月4日 - 2024年3月27日

### 放送時間変更
2020年
- 12月17日：ニッポン放送では12月聴取率調査週間編成として、『鶴光の噂のゴールデンリクエスト』の時間尺拡大に伴い、21:40までに時間尺縮減で編成。ネット局は通常通り19:00 - 21:00の間に編成。
- 12月24日：『第46回ラジオ・チャリティー・ミュージックソン』編成のため、番組休止。ミュージックソンに参加していない一部ネット局に向けに裏送りで、ゲッターズと同じ事務所所属の星ひとみが代理パーソナリティとして番組を編成[8]。

2021年
- 1月7日：当該番組のレギュラー内容を一部休止し、新型コロナウイルス感染拡大に伴う緊急事態宣言の再発令に関する、菅義偉内閣総理大臣の記者会見を中継を生パートとして内包。
- 2月18日：ニッポン放送では2月聴取率調査週間編成として、『鶴光の噂のゴールデンリクエスト』の時間尺拡大に伴い、21:00までの時間尺縮減で編成。ネット局は通常通り19:00 - 21:00の間に編成。
- 3月18日：当該番組のレギュラー内容を一部休止し、再発令した緊急事態宣言の解除に関する、菅義偉内閣総理大臣の記者会見を中継を生パートとして内包。

2022年
- 10月18日：ニッポン放送のみ、21:50まで放送時間を拡大し放送。
- 10月25日：『ショウアップナイター スペシャル プロ野球日本シリーズ 』実況中継の第3戦が編成されるため番組休止。ニッポン放送・東海ラジオ・大分放送は日本シリーズ中継を放送、それ以外のネット局は19:00 - 21:00にニッポン放送裏送りでサウンドコレクションを放送。
- 12月20日：特別番組『オールタイム・ジャニーズ～歌い継ぎたい名曲コレクション～』（P:ミッツ・マングローブ）を20:00 - 21:50（通常当番組をネットする局は通常通り21:00飛び降りでネット）に放送するため、休止。

2023年
- 2月14日：番組としては休止となるが、『ゲッターズ飯田のオールナイトニッポンPremium』として20:00 - 21:50（通常当番組をネットする局も21:00飛び降りでネット）で放送。
- 10月18日 - 『ショウアップナイター スペシャル セ ファイナルステージ』第1戦を中継したためニッポン放送・東海ラジオは休止、それ以外のネット局へ21:00まで裏送りで放送[注 1]。
- 10月24日 - 東海ラジオは文化放送で18日に放送された特番『さだは文化だ! さだの50曲! Special』を遅れネットしたため、番組休止。
- 11月1日：『ショウアップナイター スペシャル プロ野球日本シリーズ 』実況中継の第4戦が編成されるため番組休止。ニッポン放送・東海ラジオ・RNCラジオは日本シリーズ中継を放送、それ以外のネット局は19:00 - 21:00にニッポン放送裏送りでサウンドコレクションを放送。

2024年
- 1月29日 - 2月2日：ニッポン放送では2月聴取率調査週間編成として、5日間にわたって21:50まで編成。初日のみ21:00開始、ネット局は30日 - 2月2日の20:30 - 21:00の編成。
- 3月20日：『ショウアップナイター スペシャル メジャーリーグ ドジャース対パドレス 』実況中継が編成されるため番組休止。ニッポン放送・東海ラジオはメジャーリーグ中継を放送、それ以外のネット局は19:00 - 21:00にニッポン放送裏送りで鶴光の噂のゴールデンリクエストを放送。
- 10月16日：『ショウアップナイター スペシャル セ ファイナルステージ』実況中継の第1戦を編成するためニッポン放送・東海ラジオは休止、それ以外のネット局へ裏送りで放送。
- 10月23日：ニッポン放送のみ、21:50まで放送時間を拡大し放送。
- 10月30日：『ショウアップナイター スペシャル プロ野球日本シリーズ 』実況中継の第4戦が編成されるため、ニッポン放送・東海ラジオは日本シリーズ中継を放送、それ以外のネット局はニッポン放送裏送りで放送。

## ネット局

### 2020年度
| 放送対象地域  | 放送局                 | 放送時間           | 備考                          |
| ------------- | ---------------------- | ------------------ | ----------------------------- |
| 関東広域圏    | ニッポン放送           | 木曜 19:00 - 21:00 | 制作局 2020年11月12日放送開始 |
| 京都府 滋賀県 | KBS京都 KBS滋賀        | 木曜 19:00 - 19:30 |                               |
| 青森県        | 青森放送               | 木曜 19:00 - 20:00 |                               |
| 岩手県        | IBC岩手放送            | 木曜 19:00 - 20:00 |                               |
| 秋田県        | 秋田放送               | 木曜 19:00 - 20:00 |                               |
| 宮城県        | 東北放送               | 木曜 19:00 - 20:00 | 2020年11月12日放送開始        |
| 福島県        | ラジオ福島             | 木曜 19:00 - 20:00 |                               |
| 栃木県        | 栃木放送               | 木曜 19:00 - 20:00 |                               |
| 山梨県        | YBSラジオ              | 木曜 19:00 - 20:00 |                               |
| 静岡県        | SBSラジオ              | 木曜 19:00 - 20:00 |                               |
| 福井県        | 福井放送               | 木曜 19:00 - 20:00 |                               |
| 岡山県        | RSKラジオ              | 木曜 19:00 - 20:00 |                               |
| 島根県 鳥取県 | 山陰放送               | 木曜 19:00 - 20:00 |                               |
| 山口県        | 山口放送               | 木曜 19:00 - 20:00 |                               |
| 高知県        | 高知放送               | 木曜 19:00 - 20:00 |                               |
| 宮崎県        | 宮崎放送               | 木曜 19:00 - 20:00 |                               |
| 鹿児島県      | 南日本放送             | 木曜 19:00 - 20:00 |                               |
| 沖縄県        | ラジオ沖縄             | 木曜 19:00 - 20:00 |                               |
| 山形県        | 山形放送               | 木曜 19:00 - 21:00 |                               |
| 新潟県        | 新潟放送               | 木曜 19:00 - 21:00 |                               |
| 富山県        | 北日本放送             | 木曜 19:00 - 21:00 |                               |
| 中京広域圏    | 東海ラジオ放送         | 木曜 19:00 - 21:00 | 2020年11月12日放送開始        |
| 和歌山県      | 和歌山放送             | 木曜 19:00 - 21:00 |                               |
| 香川県        | RNCラジオ              | 木曜 19:00 - 21:00 |                               |
| 徳島県        | 四国放送               | 木曜 19:00 - 21:00 |                               |
| 長崎県 佐賀県 | 長崎放送 NBCラジオ佐賀 | 木曜 19:00 - 21:00 |                               |
| 熊本県        | 熊本放送               | 木曜 19:00 - 21:00 |                               |
| 大分県        | 大分放送               | 木曜 19:00 - 21:00 |                               |

### 2021年度
2021年度の土曜昼放送はニッポン放送ローカル。

### 2022年度
| 放送対象地域   | 放送局         | 放送時間           | 備考   |
| -------------- | -------------- | ------------------ | ------ |
| 関東広域圏     | ニッポン放送   | 火曜 20:30 - 21:30 | 制作局 |
| 中京広域圏     | 東海ラジオ放送 | 火曜 20:30 - 21:00 | [ 10 ] |
| 長崎県・佐賀県 | 長崎放送       | 火曜 20:30 - 21:00 | [ 11 ] |
| 大分県         | 大分放送       | 火曜 20:30 - 21:00 | [ 12 ] |
| 熊本県         | 熊本放送       | 火曜 20:30 - 21:00 | [ 13 ] |

### 2023年度
- 各局ともradiko番組表に基づく。

| 放送対象地域   | 放送局         | 放送時間           | 備考   |
| -------------- | -------------- | ------------------ | ------ |
| 関東広域圏     | ニッポン放送   | 水曜 20:30 - 21:30 | 制作局 |
| 山形県         | 山形放送       | 水曜 20:30 - 21:00 |        |
| 新潟県         | 新潟放送       | 水曜 20:30 - 21:00 |        |
| 富山県         | 北日本放送     | 水曜 20:30 - 21:00 |        |
| 中京広域圏     | 東海ラジオ放送 | 水曜 20:30 - 21:00 |        |
| 和歌山県       | 和歌山放送     | 水曜 20:30 - 21:00 |        |
| 香川県         | RNCラジオ      | 水曜 20:30 - 21:00 |        |
| 徳島県         | 四国放送       | 水曜 20:30 - 21:00 |        |
| 長崎県・佐賀県 | 長崎放送       | 水曜 20:30 - 21:00 |        |
| 大分県         | 大分放送       | 水曜 20:30 - 21:00 |        |
| 熊本県         | 熊本放送       | 水曜 20:30 - 21:00 |        |

### 2024年度
- 各局ともradiko番組表に基づく。

| 放送対象地域   | 放送局         | 放送時間           | 備考   |
| -------------- | -------------- | ------------------ | ------ |
| 関東広域圏     | ニッポン放送   | 水曜 20:00 - 21:00 | 制作局 |
| 山形県         | 山形放送       | 水曜 20:00 - 21:00 |        |
| 新潟県         | 新潟放送       | 水曜 20:00 - 21:00 |        |
| 富山県         | 北日本放送     | 水曜 20:00 - 21:00 |        |
| 中京広域圏     | 東海ラジオ放送 | 水曜 20:00 - 21:00 |        |
| 鳥取県・島根県 | 山陰放送       | 水曜 20:00 - 21:00 |        |
| 香川県         | RNCラジオ      | 水曜 20:00 - 21:00 |        |
| 徳島県         | 四国放送       | 水曜 20:00 - 21:00 |        |
| 長崎県・佐賀県 | 長崎放送       | 水曜 20:00 - 21:00 |        |
| 大分県         | 大分放送       | 水曜 20:00 - 21:00 |        |
| 熊本県         | 熊本放送       | 水曜 20:00 - 21:00 |        |

## タイムテーブル

### 現在
※2021年10月2日時点

### 過去
※2020年10月1日時点
11月5日まではNRN系列局のみの放送。なお、当番組はナイターオフの恒例コーナーは未編成
| タイムテーブル | タイムテーブル     | タイムテーブル |
| 時刻           | 内容               | 備考 |
| -------------- | ------------------ | --- |
| 19:00.00       | オープニング       | パーソナリティが挨拶後、東島を呼び込んでOPトーク ネット局のみではCMに移るがニッポン放送開始以後から そのまま鑑定に入る |
| 19:09.30       | リスナー鑑定 その1 | リスナーに加電して、ゲッターズが鑑定を行ない、繋ぎで 1曲楽曲を流す                                                     |
| 19:21.30       | リスナー鑑定 その2 | リスナーから募られた悩みに対して、ゲッターズが鑑定を行い、 繋ぎで1曲楽曲を流して、KBS京都のみ飛び降り                  |
| 19:30.30       | リスナー鑑定 その3 | その1と同上 |
| 19:45.00       | リスナー鑑定 その4 | その2と同上 |
| 19:56.15       | 19時台エンディング | 番組繋ぎトーク、ネット16局は飛び降り                                                                                   |
| 20:00.00       | 20時台オープニング | パーソナリティとアシスタントの挨拶後、リスナーメッセージ 紹介と繋ぎで1曲楽曲を流す                                     |
| 20:11.30       | リスナー鑑定 その5 | その1とその2同上 |
| 20:22.00       | リスナー鑑定 その6 | その5と同上 |
| 20:36.15       | リスナー鑑定 その7 | その1と同上 |
| 20:47.30       | リスナー鑑定 その8 | その2と同上 |
| 20:56.00       | エンディング       | EDトーク |

## 特別番組
- モヤモヤ解決! ゲッターズ飯田 ラジオで占いまSHOW

2020年4月20 - 24日（20:00 - 21:50※20日のみ、20:00 - 21:20）、 6月9日 - 12日（20:00 - 21:40）、9月12日（15:00 - 16:20）
パーソナリティ：飯田、アシスタント：東島